# Lundticka
Lundticka (Tyromyces wynnei) är en svampart som tillhör divisionen basidiesvampar, och som först beskrevs av Miles Joseph Berkeley och Christopher Edmund Broome, och fick sitt nu gällande namn av Marinus Anton Donk. Lundticka ingår i släktet Tyromyces, och familjen Polyporaceae. Enligt den svenska rödlistan är arten sårbar i Sverige. Arten förekommer i Götaland och Svealand. Artens livsmiljö är skogslandskap.